# ドイツ・ブンデスリーガ1978-1979
フースバル・ブンデスリーガ 1978-1979はドイツサッカー協会 (DFB) によって開催された男子全国最上位リーグの第16シーズン目である。ハンブルガーSVが優勝し、4回目のドイチャー・フースバルマイスターの座に就いた。

## 概要
HSVはブンデスリーガにおいて1回目、自身通算4回目のドイチェ・マイスターシャフト制覇を成し遂げた。優勝決定後のホームでの最終節、HSVはFCバイエルン・ミュンヘンに1-2で敗れたが、終了のホイッスルと同時にファンが乱入。最初に有刺鉄線を除去してフェンスに穴が開けられ、それから狭い空間に大量の人間が殺到したため、将棋倒しが起こり、総計72人が負傷した。またゴール裏には、最初から収容人数以上のファンが詰め込まれていた。
UEFAカップ出場権は2位VfBシュトゥットガルト、3位1.FCカイザースラウテルン、4位バイエルン、5位アイントラハト・フランクフルト、10位ボルシア・メンヒェングラートバッハ (前回王者)が獲得した。赤い悪魔の3位は驚きの結果であり、しかも新監督カール＝ハインツ・フェルトカンプ監督が指揮した初年度であった。しかし、カイザースラウテルンは1990-1991シーズンまで、これを超える成績は残せなかった。第24節には勝ち点3で首位に立ち、27節までこれをキープするなど、一時はマイスターを狙える位置につけていた。優勝争いは最終的にシュトゥットガルトとHSVの争いとなり、第33節にシュトゥットガルトが1.FCケルンに1-4で敗れる一方、HSVは0-0でアルミニア・ビーレフェルトと引き分けて勝ち点1を積み上げ、最終節前に優勝を決めた。
フォルトゥナ・デュッセルドルフはDFBポカール1979-1980を制覇し、その後UEFAカップウィナーズカップ 1978-79でも決勝に進出したが、FCバルセロナに3-4で敗戦。ブンデスリーガは7位だった。またフォルトゥナのクラウス・アロフスは、最終節の2ゴールでランキング首位クラウス・フィッシャーを逆転、22ゴールで得点王となった。昇格組ビーレフェルト、1.FCニュルンベルク、SVダルムシュタット98は、一年で2.ブンデスリーガに降格した。20世紀において、昇格組がそろって即降格したのはこの時だけである。

## ひとつの時代の終わり
多くの選手にとって、また1970年代を彩ったスター選手達にとって、　このシーズンがブンデスリーガでの最終年度となった。とりわけ2強時代を築いたバイエルンとボルシア・メンヒェングラートバッハでは、長年チームを支えてきた幾人もの中心選手がスパイクを脱ぐか、または西ドイツを去った。
グラートバッハでは、デンマーク代表アラン・シモンセンがFCバルセロナに移籍。フォルトゥナ・デュッセルドルフ戦を最後に、ベルティ・フォクツが実質的に、ホルスト・ケッペルは正式に引退した。バイエルンのゴールハンター、ゲルト・ミュラーは1979年2月最後のブンデスリーガの試合に出た後、米国に移籍した。ゼップ・マイアーは、1979年夏の深刻な自動車事故の影響に苦しみ、結局今季限りで現役引退となった。
ヴェルダー・ブレーメンのデンマーク人ペア・ルントウェズは帰国し、ヘルタBSCのエーリヒ・ベーアも退団。HSVのホルスト・ベアトルは、1979年6月13日ヒューストン・ハリケーンズで北米サッカーリーグにデビューした。

## 順位表[4]
| 順 | チーム                               | 試 | 勝 | 分 | 敗 | 得 | 失 | 差  | 点 | 出場権または降格                            |
| -- | ------------------------------------ | -- | -- | -- | -- | -- | -- | --- | -- | ------------------------------------------- |
| 1  | ハンブルガーSV (C)                   | 34 | 21 | 7  | 6  | 78 | 32 | +46 | 49 | UC出場                                      |
| 2  | VfBシュトゥットガルト                | 34 | 20 | 8  | 6  | 73 | 34 | +39 | 48 | UC出場                                      |
| 3  | 1.FCカイザースラウテルン             | 34 | 16 | 11 | 7  | 62 | 47 | +15 | 43 | UC出場                                      |
| 4  | FCバイエルン・ミュンヘン             | 34 | 16 | 8  | 10 | 69 | 46 | +23 | 40 | UC出場                                      |
| 5  | アイントラハト・フランクフルト       | 34 | 16 | 7  | 11 | 50 | 49 | +1  | 39 | UC出場                                      |
| 6  | 1.FCケルン                           | 34 | 13 | 12 | 9  | 55 | 47 | +8  | 38 |                                             |
| 7  | フォルトゥナ・デュッセルドルフ       | 34 | 13 | 11 | 10 | 70 | 59 | +11 | 37 | CWC出場                                     |
| 8  | VfLボーフム                          | 34 | 10 | 13 | 11 | 47 | 46 | +1  | 33 |                                             |
| 9  | アイントラハト・ブラウンシュヴァイク | 34 | 10 | 13 | 11 | 50 | 55 | −5  | 33 |                                             |
| 10 | ボルシア・メンヒェングラートバッハ   | 34 | 12 | 8  | 14 | 50 | 53 | −3  | 32 | UC出場                                      |
| 11 | ヴェルダー・ブレーメン               | 34 | 10 | 11 | 13 | 48 | 60 | −12 | 31 |                                             |
| 12 | ボルシア・ドルトムント               | 34 | 10 | 11 | 13 | 54 | 70 | −16 | 31 |                                             |
| 13 | MSVデュイスブルク                    | 34 | 12 | 6  | 16 | 43 | 56 | −13 | 30 |                                             |
| 14 | ヘルタBSC                            | 34 | 9  | 11 | 14 | 40 | 50 | −10 | 29 |                                             |
| 15 | FCシャルケ04                         | 34 | 9  | 10 | 15 | 55 | 61 | −6  | 28 |                                             |
| 16 | アルミニア・ビーレフェルト (R)       | 34 | 9  | 8  | 17 | 43 | 56 | −13 | 26 | 2.フースバル・ブンデスリーガ1979–1980に降格 |
| 17 | 1.FCニュルンベルク (R)               | 34 | 8  | 8  | 18 | 36 | 67 | −31 | 24 | 2.フースバル・ブンデスリーガ1979–1980に降格 |
| 18 | SVダルムシュタット98 (R)             | 34 | 7  | 7  | 20 | 40 | 75 | −35 | 21 | 2.フースバル・ブンデスリーガ1979–1980に降格 |

1. 1 2  ボルシアMGはUEFAカップ1978-79に優勝し前回王者として次年度出場権を得た。

## 得点ランキング[7]
| 順位 | 選手                       | クラブ                         | 得点数 |
| ---- | -------------------------- | ------------------------------ | ------ |
| 1.   | クラウス・アロフス         | フォルトゥナ・デュッセルドルフ | 22     |
| 2.   | クラウス・フィッシャー     | FC シャルケ04                  | 21     |
| 3.   | リュディガー・アブラムチク | FCシャルケ04                   | 18     |
| 4.   | ケヴィン・キーガン         | ハンブルガーSV                 | 17     |
| 4.   | クラウス・トップメラー     | 1.FCカイザースラウテルン       | 17     |

## ハンブルガーSVのマイスターマンシャフト[8]
| 1.           | ハンブルガーSV |
| Hamburger SV | - GK: ルディ・カーゴス (34/-) - DF: マンフレート・カルツ (34/6); ペーター・ノグリー (c) (34/1); イヴァン・ブリャン (32/5); ペーター・ヒディエン (31/3); ハンス＝ユアゲン・リップ (8/-); ウーヴェ・ベギンスキ (1/-) - MF: カスパー・メーメリン (34/4); ジミー・ハートヴィヒ (30/10); ホアスト・ベアトル (24/5); フェリックス・マガト (21/4); ベアント・ヴェーマイアー (19/2); ハンス＝ギュンター・プリュッケン (7/1) - FW: ケヴィン・キーガン (34/17); ホースト・ルーベシュ (34/13); ヴィリ・ライマン (26/5) - リーグ戦出場なし: ユアゲン・シュタース (GK), ベアント・ゴースキ (DF), アンドレアス・カーロフ (DF), トーマス・ブリーマイスター (MF) - 監督: ブランコ・ゼベツ |

## 主審[9]
| 名前                                     | 生年月日   | 所属協会                        | 担当試合数 |     |    | 備考                           |
| ---------------------------------------- | ---------- | ------------------------------- | ---------- | --- | -- | ------------------------------ |
| ヴォルフ＝ディーター・アーレンフェルダー | 1944-02-11 | ニーダーライン                  | 8          | 18  | 0  |                                |
| ハインツ・アルディンガー                 | 1933-01-07 | ヴュルテンベルク                | 9          | 12  | 0  | FIFA国際審判員                 |
| カール＝ヨーゼフ・アッセンマッハー       | 1947-05-30 | ミッテルライン                  | 8          | 18  | 0  |                                |
| ハンス＝ハインリヒ・バーニック           | 1943-02-06 | シュレースヴィヒ=ホルシュタイン | 8          | 17  | 0  |                                |
| ヴィンフリート・ブリュックナー           | 1948-12-09 | ニーダーザクセン                | 8          | 19  | 0  |                                |
| ヴェアナー・ブアガース                   | 1934-05-15 | ニーダーライン                  | 8          | 19  | 1  |                                |
| マンフレート・デルフェル                 | 1941-09-28 | バイエルン                      | 8          | 26  | 4  |                                |
| ディーター・ドレーアー                   | 1933-03-17 | ヘッセン                        | 6          | 16  | 0  |                                |
| ヴァルター・エンゲル (審判員)            | 1939-05-15 | ザールラント                    | 9          | 5   | 0  |                                |
| ヴァルター・エシュヴァイラー             | 1935-09-20 | ミッテルライン                  | 10         | 15  | 1  | FIFA国際審判員                 |
| ルドルフ・フリッケル                     | 1932-07-16 | バイエルン                      | 10         | 12  | 0  | FIFA国際審判員                 |
| ペータ－・ガボーア                       | 1940-04-19 | ベルリン                        | 8          | 17  | 0  |                                |
| ヴィルフリート・ハイトマン               | 1943-10-04 | ニーダーザクセン                | 8          | 16  | 0  |                                |
| ゲアト・ヘニヒ                           | 1935-04-24 | ニーダーライン                  | 8          | 10  | 0  | 1979年の年始からFIFA国際審判員 |
| フランツ＝ヨーゼフ・ホントハイム         | 1938-08-13 | ラインラント                    | 8          | 16  | 0  |                                |
| ヴァルター・ホアストマン                 | 1935-08-28 | ニーダーザクセン                | 10         | 13  | 0  | FIFA国際審判員                 |
| ホアスト・ヨース                         | 1934-07-27 | ヴュルテンベルク                | 9          | 12  | 0  |                                |
| パウル・キンダーファーター               | 1940-01-24 | ミッテルライン                  | 8          | 17  | 0  | FIFA国際審判員                 |
| マックス・クラウザー                     | 1937-07-04 | バイエルン                      | 9          | 10  | 0  |                                |
| ギュンター・リン                         | 1935-03-16 | ラインラント                    | 9          | 14  | 3  | 1979年年始からFIFA国際審判員   |
| メダードゥス・ルカ                       | 1935-03-12 | ザールラント                    | 9          | 20  | 0  |                                |
| ユアゲン・メスマー                       | 1940-05-26 | バーデン                        | 9          | 12  | 0  |                                |
| ゲアト・モイザー                         | 1936-06-26 | ズュートヴェスト                | 9          | 11  | 0  |                                |
| ヴァルター・ニーマン (審判員)            | 1933-01-01 | ハンブルク                      | 9          | 25  | 0  |                                |
| クラウス・オームゼン                     | 1935-10-16 | ハンブルク                      | 8          | 13  | 1  |                                |
| ハインツ・クヴィンドー                   | 1933-08-28 | ズュートヴェスト                | 8          | 26  | 1  |                                |
| ヤン・レデルフス                         | 1935-08-20 | ニーダーザクセン                | 10         | 27  | 0  | FIFA国際審判員                 |
| ギュンター・リッセ                       | 1936-09-18 | ヴェストファーレン              | 8          | 15  | 0  |                                |
| ヴェアナー・ロス (審判員)                | 1944-11-13 | バイエルン                      | 8          | 15  | 0  |                                |
| フォルカー・ロート                       | 1942-02-01 | ニーダーザクセン                | 10         | 19  | 0  | FIFA国際審判員                 |
| エーバーハート・シュモーク               | 1937-04-12 | ズュートバーデン                | 9          | 23  | 0  |                                |
| ディーター・シュテークリヒ               | 1941-02-08 | ミッテルライン                  | 8          | 23  | 0  |                                |
| ヘルムート・トライプ                     | 1944-02-28 | ザールラント                    | 8          | 17  | 0  |                                |
| ライナー・ヴァルタート                   | 1940-06-09 | ヴェストファーレン              | 8          | 18  | 0  |                                |
| ローバート・ヴァルツ                     | 1942-02-27 | ヴュルテンベルク                | 12         | 37  | 1  |                                |
| ヴィンフリート・ヴァルツ                 | 1942-02-27 | ヴュルテンベルク                | 4          | 12  | 0  |                                |
| 総計:                                    | 総計:      | 総計:                           | 306        | 615 | 12 |                                |
| 出典: weltfussball.de                    |            |                                 |            |     |    |                                |